# Rudolf Trautvetter
Rudolf Trautvetter (* 17. August 1891 in Goldap; † 19. März 1982 in Celle) war ein Offizier in der Luftwaffe der Wehrmacht, zuletzt im Dienstgrad eines Generalmajors.

## Leben
Trautvetter trat am 1. Oktober 1912 in das kaiserliche Heer ein und diente in der Infanterie. Nach Beginn des Ersten Weltkrieges wurde er am 26. Juli 1915 zum Leutnant der Reserve befördert. Nachdem er am 26. Juli 1917 zum Armeeflugpark 7 gewechselt war, nahm er am 1. November 1917 eine Ausbildung als Beobachter bei der Fliegerersatz-Abteilung 5 in Hannover auf. Anschließend ging er zum 2. März 1918 zur Fliegerbeobachterschule Stolp und am 14. April 1918 zum Armeeflugpark 6. Ab dem 4. Mai 1918 verstärkte er die Flieger-Abteilung 236 und danach ab 18. August 1918 das Bombengeschwader der Obersten Heeresleitung 6 (Bogohl 6). Dort wurde er am 28. November 1918 zum Oberleutnant der Reserve ernannt und nach Kriegsende aus der Armee entlassen.
Er wechselte in die Industrie und arbeitete seit dem 1. Januar 1927 bei der Deutschen Luftfahrt GmbH. Ab 1. März 1931 leitete er die zivile Fliegerschule Böblingen und trat im März 1933, nach der Machtergreifung der Nationalsozialisten, in die NSDAP ein.
Am 1. Mai 1934 trat er, als Hauptmann, in die noch getarnt agierende Luftwaffe ein und übernahm das Amt eines Leiters der Flugzeugführerschule Würzburg. Ab 1. April 1935 war er als Leiter am Aufbau der Flugzeugführerschule Fürth beteiligt und war auch zeitgleich Kommandant des Fliegerhorstes Fürth. Anschließend übernahm er ab 1. Juli die gleichen Aufgaben bei der neu gebildeten Flugzeugführerschule Salzwedel auf dem Fliegerhorst Salzwedel. Dort wurde er am 1. September 1935 zum Major befördert und am 1. Februar 1938 zum Oberstleutnant. Am 1. Juli 1938 wechselte er als Kommandeur der Flugbereitschaft des Reichsluftfahrtministeriums zum Fliegerhorst Berlin-Staaken, dessen Kommandant er auch war. Nachdem er am 1. November 1940 zum Oberst befördert wurde, übernahm er am 1. August 1941 das Kampfgeschwader z.b.V. 1 als Geschwaderkommodore. Anschließend wechselte er am 9. Dezember 1941 in gleicher Funktion zum Kampfgeschwader z.b.V. 2. Aber schon am 8. April 1942 übernahm er Aufgaben in der Ausbildung, als er Kommandeur des Kommandos der Blindflugschulen wurde. Nachdem er am 1. Oktober 1943 als Kommandeur die neu aufgestellte 2. Flieger-Schul-Division übernommen hatte, wurde er am 1. März 1944 zum Generalmajor befördert. Dort wurde er am 26. März 1944 mit dem Deutschen Kreuz in Silber ausgezeichnet und 5. Januar 1945 in die Führerreserve versetzt. Ab Februar 1945 übernahm er noch das Kommando über das Flughafen-Bereichskommando 4/III, bevor er am 2. Mai 1945 bei Schwerin, noch vor der bedingungslosen Kapitulation der Wehrmacht, in britische Kriegsgefangenschaft geriet. Aus dieser wurde er am 5. März 1948 entlassen.
Nach dem Krieg wurde er gemeinsam mit Fritz Morzik Ehrenpräsident der Kameradschaft DVS.